# Incendie de la bibliothèque de l'université catholique de Louvain en 1914
L’incendie de la bibliothèque de l'université catholique de Louvain est une des conséquences du sac de Louvain après sa prise par les troupes allemandes le 20 août 1914.

## Déroulement
Après l'entrée des troupes allemandes dans Louvain, le 20 août 1914, des fusillades éclatent. Le 25 du même mois, les Allemands, tirant par erreur sur leurs propres troupes, se croient visés par des francs-tireurs cachés dans les maisons. Ils répliquent en prenant deux otages, en fusillant 248 personnes et en mettant le feu aux habitations.
Rapidement, des incendies sont volontairement lancés dans la bibliothèque. Des milliers de livres, certains datant du Moyen Âge, sont détruits. Le lendemain, une main inconnue dépose sur les ruines fumantes de la bibliothèque un écriteau laconique : « Ici finit la culture allemande ». Il s'agit d'ailleurs d'un chronogramme : la lecture des lettres pouvant être interprétées comme des chiffres romains donne la suite « ICI II L CVLV LLMD », dont la somme témoigne de la date de l'incendie, 1914.
Cette bibliothèque date de la création de l'Université catholique de Malines en 1834. Elle s'était depuis lors enrichie de nombreux volumes, par dons et par achats, et avait alors son siège rue de Namur dans un bâtiment du XVIIe siècle. Elle avait acquis certains documents et ouvrages anciens dont la charte de fondation de l'ancienne université de Louvain, qui reposait au séminaire de Bois-le-Duc, offerte à l'université catholique en 1909 à l'occasion de son 75e anniversaire. Celle-ci fut malheureusement détruite lors de l'incendie. C'est ainsi que 300 000 ouvrages, principalement des époques moderne et contemporaine, partirent en fumée, tout comme de nombreuses archives administratives de l'université.

## Sources